# 洛氏两极虫
洛氏两极虫（学名：Myxidium rhodei）为两极科两极虫属的动物。分布于俄罗斯以及四川、浙江、湖北等，营寄生生活，寄生在鳃（鲫、黑鳍鳈）、肾（鲫、黑鳍鳈、鲤、白鲫、棒花鱼、花䱻、中华鰟鮍、兴凯橘、唇䱻）、性腺(鲫)、鳔、肠、膀胱(鲤、棒花鱼、花䱻、白鲫）以及胆囊（鲫、长薄鳅、棒花鱼、花䱻、鲤、白鲫、中华鰟鮍、兴凯橘）。